# Pseudomachaerota olivacea
Pseudomachaerota olivacea är en insektsart som beskrevs av Melichar 1915. Pseudomachaerota olivacea ingår i släktet Pseudomachaerota och familjen spottstritar.
Artens utbredningsområde är Madagaskar. Inga underarter finns listade i Catalogue of Life.